# Vectigal
Il vectigal (dal latino veho; pl. vectigalia) è, secondo il diritto romano, un'entrata statale d'ordine tributario.
Il diritto romano la distingue in due tipi: vectigal e agri vectigales.

## Vectigal
Il vectigal era, prima di tutto, un tributo regolare il cui termine deriverebbe da veho, e quindi interpretabile come il dovere di pagare sulle cose esportate e importate (quae vehebantur). Si tratterebbe così delle più antiche forme di tassazione dell'antica Roma. Ora, le prime entrate regolari, fin dall'età regia di Roma, furono con ogni probabilità gli affitti pagati per l'utilizzo del suolo pubblico e dei pascoli. Queste entrate erano denominate pascua, termine usato nei registri della censura per definire tutte le entrate dello Stato.

## Agri vectigal
L'agri vectigal è un canone annuo pagato da privati alle colonie e ai municipi dipendenti da Roma per la concessione di terreni.